# 8월 종파 사건
8월 종파 사건(八月宗派事件) 또는 8월 숙청 사건이란 조선민주주의인민공화국에서 1956년 6월부터 8월에 걸쳐서 일어난 사건이다. 조선로동당 중앙위원회 전원회의에서 발표된 '반당 반혁명적 종파음모책동'사건을 일컫는다. 종파는 북한에서 사회주의적 가치를 따르지 않는 세력을 비난조로 일컫는 말이다.
최창익, 박창옥 등 연안파, 소련파가 소련공산당 제20차 전원회의의 테제를 방패삼아 일부 지방당조직을 동원, 당정책을 비판하고, 당내민주주의와 자유, 나아가 사회주의로의 이행기 전반에 걸친 '수정주의적'주장으로 김일성을 전면적으로 비판했다. 이들 연안파는 '인민민주주의'에서 사회주의로의 이행기에 프롤레타리아 독재의 필연성과 인민정권에 대한 당의 영도를 부정하고, 당의 민주집중제 원칙에 반대 당내 종파활동의 자유와 종파유익설을 주장했다. 이에 대해 김일성 계열은 최창익 일파는 교조주의에 반대한다는 구실 아래 수정주의에 빠지고 말았으며, 우익투항주의로까지 전락했다. 우리는 교조주의, 수정주의를 다 반대하며, 그 뿌리에 있는 종파주의를 반대한다고 비판하고, 최창익, 박창옥, 윤공흠 등을 '반당종파분자'로 규정, 출당처분을 내렸다. 이 사건을 계기로 조선민주주의인민공화국은 1956년말에 최창익 일파 및 연안파 세력을 투옥, 연금함으로써 김일성 자신의 정적들을 가혹하게 숙청하고 정치지도부를 단일화, 김일성의 독재체제를 강화했다.

## 배경

### 국내적 배경
1948년 9월 9일 수립된 북한은 오늘날의 북한과 다르게 하나의 세력이 정권을 독점하지 못한 집단지도체계의 정권이었다. 당시 북한에는 일제강점기 당시 세계 각지에서 독립운동을 하다 한반도로 돌아온 여러 분파들이 권력을 분점하고 있었다. 대표적인 것이 연해주 및 중앙아시아에서 활동하던 고려인 중심의 소련파, 중국 대륙에서 중국공산당과 함께 항일운동을 하던 연안파, 한반도에서 활동하던 국내파, 간도 및 만주에서 빨치산으로 활동하던 만주파의 4개 계파였다.
그 중 김일성은 항일유격대인 동북항일연군 출신으로 만주파의 수장이었다. 만주파에서 김책과 최용건, 최현, 김일 등을 제외한 인물들은 다른 계파에 비하여 교육수준이 낮고 국가적 당사업 및 정치적 경험이 없었다. 이에 비해 국내파 중에서도 핵심이었던 남조선로동당 출신의 남로당파의 수장 박헌영은 1925년 조선공산당을 창당한 조선 공산주의 운동의 중심이었고, 사회주의 및 공산주의 이론에 대해 한반도에서 따라올 자가 없는 사상가였다. 게다가 한반도 밖이 아닌 안에서 독립운동을 했다는 정치적 명분도 쥐고 있어, 당대 좌파 운동가들이 꿈꾸던 사회주의조선의 지도자로 가장 큰 지지를 받는 인물이었다. 그러나 소련의 스탈린은 소련의 말을 잘 듣는 인물을 위성국가의 수장으로 삼았는데, 4개 계파 중 소련과 가장 친한 것은 소련 영토에서 활동만 했던 소련파가 아니라 소련군과 직접적으로 연줄이 있었던 만주파였다. 그 결과 김일성이 중국, 소련, 미국과도 두루 친하게 지내던 박헌영을 제치고 북한의 수상으로 선택되었다. 박헌영과 그의 지지자들 입장에서는 굴러온 돌이 박힌 돌을 쳐내는 격이었다.
소련을 등에 업고 수상이 된 김일성과 박헌영의 갈등은 필연적이었고, 이 갈등은 한국전쟁의 인천상륙작전을 계기로 전세가 크게 역전되며 극대화되었다. 김일성은 승전 실패의 책임을 지고 수상 자리에서 축출될지도 모른다는 생각에 크게 두려워했는데, 이 책임을 "전쟁이 시작되면 남한의 20만 남로당원이 봉기해서 인민군의 진격을 도울 것"이라며 빨치산론을 주장했던 박헌영에게 몰았다. 1953년 3월, 김일성은 박헌영에게 전승 실패의 책임과 더불어, 해방 후 미국 대사와 몇 차례 만난 적이 있다는 구실로 '미제 스파이'라는 명분을 만들어 체포했다. 또한 연안파의 거두였던 무정을 평양 방어 실패의 책임을 물어 숙청했다. 전후 김일성은 박헌영이 속했던 국내파를 대거 축출했고, 김일성을 필두로 한 만주파의 권력은 날로 커져갔다.
이 무렵 전후복구와 관련해 김일성은 강경하게 중공업 우선의 경제정책을 주장했고, 연안파, 소련파 등은 경공업 우선의 경제정책을 주장하며 갈등을 빚고 있었다. 연안파, 소련파 등은 이전부터 김일성이 권력을 좌지우지하는 상황에 불만을 품고 있었다. 그러던 1955년 12월, 체포되어 재판을 받던 박헌영에게 끝내 사형이 선고되며 북한의 지도부 사이에서는 김일성에게 당하기만 해서는 안된다는 위기의식이 대두되었다. 다만 1945년 광복 후 남북 각각의 정부가 수립되기 전까지의 해방공간에서 공산주의자들이 미국의 인사와 접촉하는 일은 흔한 일이라 증거로서의 효력이 불충분했고, 소련과 중국에도 박헌영 지지자들이 많았으므로, 김일성은 박헌영을 실제로 사형시키지는 못했다.

### 국제적 배경
1956년 3월, 소련에서 스탈린 격하 운동이 일어났다. 1924년 소련 초대 지도자인 레닌이 사망한 이후, 정적 트로츠키를 제치고 스탈린이 소련의 지도자가 되었다. 민주집중제와 같이 비교적 민주적인 지도체제를 구축했던 레닌과 달리, 스탈린은 강력한 유일지도체제를 구축했고, 스탈린 자신에 대한 개인숭배를 조장했다. 이는 기존의 맑스레닌주의와는 다른 스탈린주의로 발전했다. 스탈린 개인숭배 풍토는 스탈린이 죽은 1953년 이후까지 지속되었는데, 소련 일각에서는 스탈린 독재와 개인숭배, 그리고 그 아래에서 자행된 숙청과 학살을 비판적으로 바라보는 사람들이 있었다. 대표적인 사람이 흐루시초프로, 그는 소련의 지도자가 된 후 1956년 2월 소련공산당 제20차 전원회의에서 스탈린의 잘못을 낱낱이 파헤치고 비판하는 비밀연설을 기획, 실행하였다. 이 연설은 비밀연설로 영상, 사진, 언론보도 등 아무것도 남지 않았지만, 연설의 파급력은 어마어마했다. 소문은 헝가리, 폴란드 등 여러 공산주의 국가로 퍼져 1956년 헝가리 혁명의 도화선이 되기도 했다.
스탈린 격하의 주 내용 중 하나였던 개인숭배 비판은 김일성의 독주를 견제할 명분으로써 만주파 이외의 북한 지도자들에게도 고무적인 것이었다. 특히 걸출한 사회주의 이론가인 박헌영이 숙청되는 것까지는 바라지 않았던 소련이 북한 대사 이바노프를 통해 박헌영을 소련으로 망명시키라고 요구하고, 중국공산당의 마오쩌둥 또한 박헌영을 중국으로 데리고 오기 위해 방법을 찾고 있다는 소문이 돌면서, 연안파와 소련파는 김일성의 권력을 무너뜨릴 기회를 노리기 시작했다.

## 전개
1956년 4월, 스탈린 격하 운동 1개월 후에 소련파 및 연안파는 조선로동당 제3차 당대회에서 김일성에게 개인숭배에 대한 자기비판을 요구하려고 했다. 그러나 이를 사전에 눈치챈 김일성은 개인숭배 또한 박헌영이 조장한 것이라고 둘러대며 이를 사전에 차단했다. 이에 소련공산당은 동 당대회를 정식 대회로 인정하지 않겠다고 김일성을 압박하며 소련파에 힘을 실어주었다.
1956년 8월, 김일성이 동유럽 공산권 국가로 순방을 나가 있는 동안 북한에서는 평양예술극장에서 전원회의가 예정되어 있었다. 연안파에 속하던 부주석 최창익을 비롯한 세력은 이 회의에서 김일성을 공개적으로 비판하여, 주석직에서 물러나게 하려했다. 아직 김일성 유일지배체계가 갖춰지기 이전, 조선로동당의 공개적인 회의에서 김일성을 비판하면 그 파급력은 무시할 수 없었고, 이를 토대로 당의 민주적 집단지도체계를 확립하려는 시도였다. 하지만 이 소식은 최용건을 비롯한 만주파의 귀에 들어간 상태였다.
 윤공흠이 연설할 계획이 있었습니다. '김일성에게 개인숭배가 있고 탄압정책이고 숱한 간부들을 청산했고... 우리 당에 이런 것이 있다'라고 얘기할 참이었습니다. 나도 내무성 정치국장으로서 중앙당 준비회의에 참가해서 내 눈으로 보고 들었는데, 어떻게 준비했느냐 하면, '만일에 연안파가 나와서 토론하게 되면 막 발을 구르고 손뼉 쳐서 말을 못하게 하라, 내려오라 내려오라 하자'라고 준비를 했어요. 실제로 윤공흠이 연설할 때 막 일어서고 '반당종파분자를 몰아내라' 하니까 윤공흠이 말을 못하고 내려왔지.— 강상호, 전 북한 내무성 부장

전원회의 당일, 연안파 윤공흠이 단상에 올라가 김일성 비판을 시작하자, 회의장 수많은 곳에서 "종파 분자는 내려오라"고 격렬하게 항의했다. 특히 서휘는 당시 연안파가 최용건 등 조선노동당 내에서 명망이 높았던 인물들도 비판할 계획을 갖고 있었는데, 이에 대해 조선로동당 핵심 간부들의 불만이 컸던 점을 헤아리지 못한 것이 실수였다고 회고했다.
크게 분노한 김일성은 빠르게 귀국하였고, 박창옥, 최창익, 서휘, 윤공흠 등 반김일성 운동을 주도했던 세력은 모두 직책을 박탈당하고 당에서 쫓겨나는 등의 방법으로 숙청되었다. 이는 북한 60년 역사에서 처음이자 마지막으로 김일성의 절대 권력에 도전했던 사건으로 기록되어 있다.

## 결과
이후 1956년 9월 소련의 미코얀 부총리와 중국의 국방부장 펑더화이가 입석한 가운데 노동당 중앙위 9월 전원회의가 열렸으며 여기에서 김일성은 8월 전원회의 결정이 성급하였음을 인정하고 박창옥, 윤공흠 등을 복당시켰다. 그러나 미코얀과 펑더화이가 떠나자 김일성은 더욱 본격적으로 반대파 척결 사업을 추진했다. '8월 종파사건' 주모자와 연루자를 색출하고, 당증 교환사업을 벌여 사상을 점검하였다. 이러한 과정에서 최창익, 박창옥을 비롯해 김두봉, 오기성 등의 반대파는 모두 현직에서 철직 혹은 추방되었다. 1956년 12월 당중앙위원회 전원회의에서 숙청작업은 마무리되었고, 이에 따라 발전전략논쟁도 막을 내렸다. 따라서 이 회의를 계기로 김일성은 '중공업 우선발전, 경공업·농업 동시발전'이라는 자신의 발전전략을 관철할 수 있게 되었다.
한 마디로 요약하자면 김일성이 북한 내의 공산주의자들을 포함한 정적이나 견제세력들을 숙청함으로써 1인 독재 체제를 만들어낸 사건이라고 볼 수 있다.

## 같이 보기
- 조선민주주의인민공화국
- 스탈린 격하 운동

## 참고자료
- 째르치즈스키, 표도르(이휘성) (2023). 〈8월 종파사건〉. 《북한과 소련: 잊혀진 인물과 에피소드》. 파주: 한울아카데미. 83~119쪽. ISBN 9788946074668.